# 결합강
결합강(結合綱,Symphyla)에 속해 있는 동물은 대부분 크기가 2~10mm 정도의 소형 동물로 전 세계에 120종이 알려져 있다. 몸은 두부와 수많은 체간 체절로 나뉘는데 두부에는 1쌍의 촉각 1쌍의 대악 1쌍의 소악 1개의 하순으로 된 구기를 가진다. 특히 하순은 제2소악이 융합된 것으로 곤충의 구기와 유사하다.